# Bedfordshire Police
Bedfordshire Police – brytyjska formacja policyjna, pełniąca funkcję policji terytorialnej na obszarze całego hrabstwa ceremonialnego Bedfordshire. Według stanu na 31 marca 2012, liczy 1157 funkcjonariuszy.

## Galeria

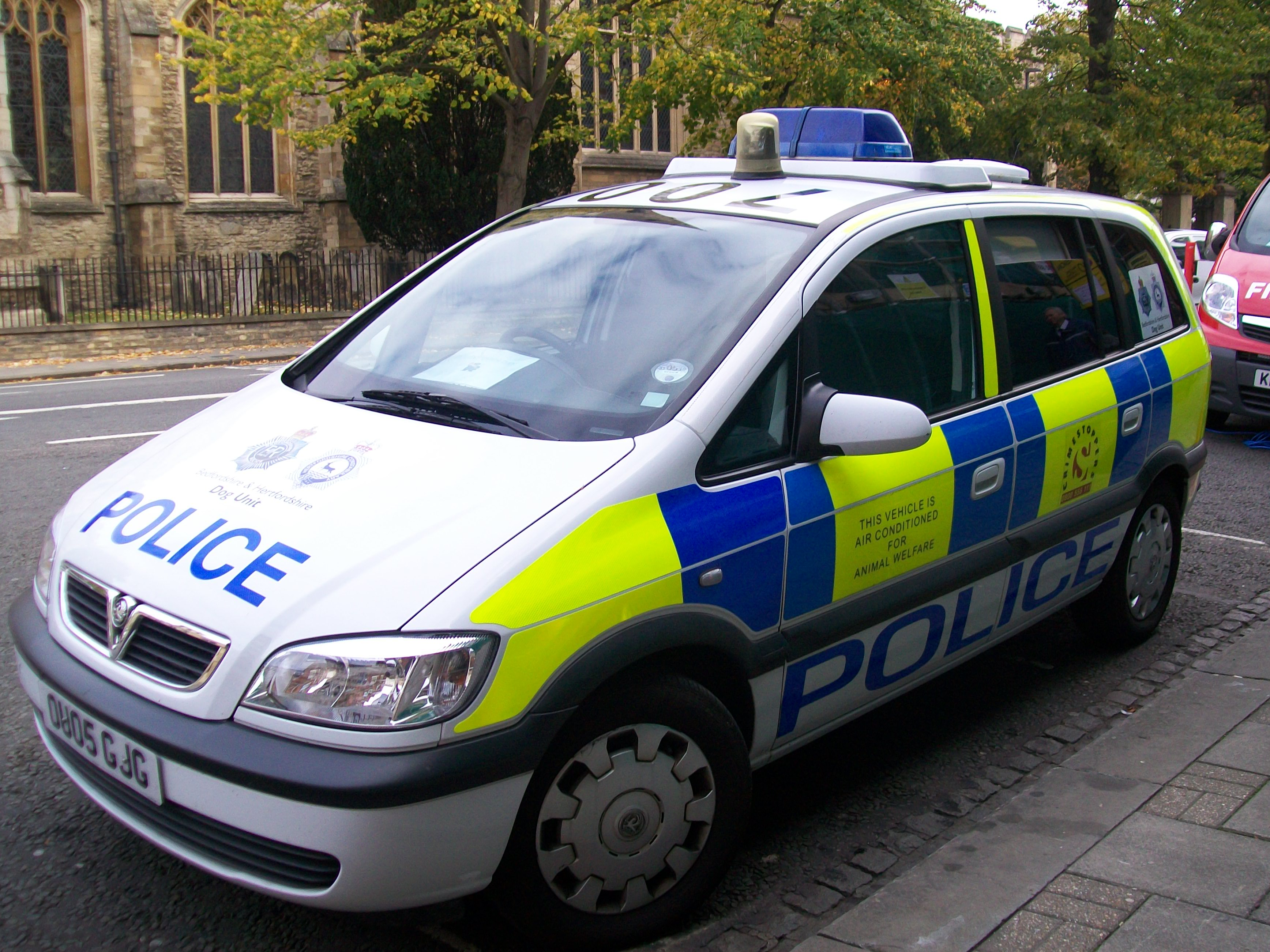
Vauxhall Zafira jako radiowóz do przewozu psów policyjnych Bedfordshire Police
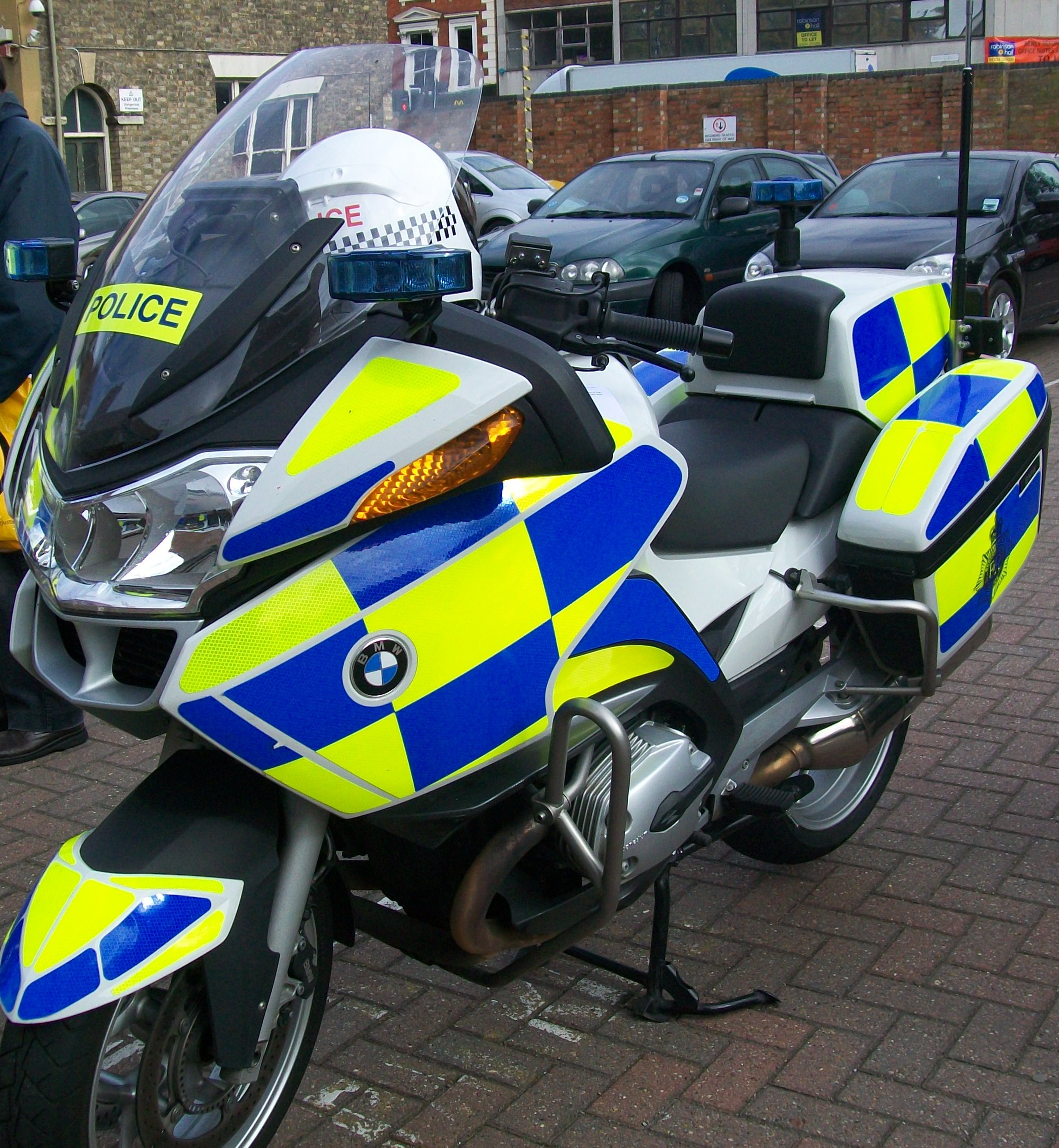
BMW R1200RT jako motocykl Bedforshire Police
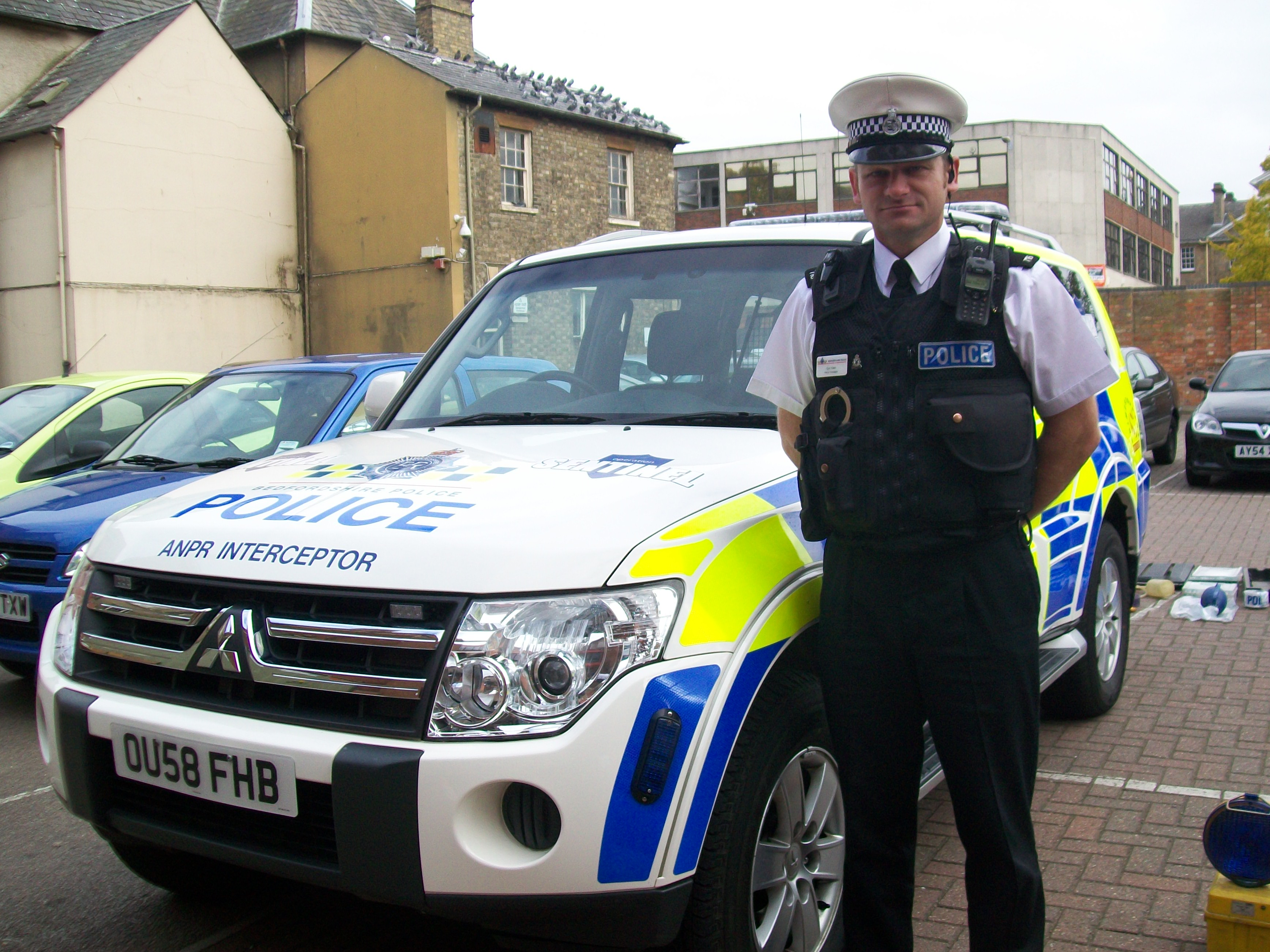
Funkcjonariusz Bedfordshire Police przy radiowozie Mitsubishi Shogun